# 羅斯菲爾德鎮區 (北達科他州埃迪縣)
羅斯菲爾德鎮區（英語：Rosefield Township）是位於美國北達科他州埃迪縣的一個鎮區。

## 地方資料
羅斯菲爾德鎮區的面積為90.93平方千米，當中陸地面積為90.56平方千米，而水域面積為0.37平方千米。根據2020年美國人口普查的數據，當地共有人口43人，而人口密度為每平方千米0.47人。